# Самота
Самотата е сложна и обикновено неприятна емоционална реакция на изолация или липса на приятелство.
Причините за самотност са различни. Чувството за самотност може да бъде резултат от генетично наследство, културни фактори, липса на значими взаимоотношения, значителна загуба, прекомерно разчитане на пасивни технологии (особено интернет през 21 век) или нагласата за себеувековечаване. Изследванията показват, че самотата се среща в цялото общество, включително сред хората сключили брак, наред с други силни връзки, и тези с успешна кариера. Повечето хора изпитват самотност в определени моменти от живота си, а някои я чувстват много често. Ефектите от самотност също са разнообразни. Преходната самотност (самота, която съществува за кратък период от време) е свързана с положителни ефекти, включително повишен фокус върху силата на взаимоотношенията на човека.  Хроничната самотност (самота, която съществува за значителен период от време в живота на човек) обикновено е свързана с отрицателни ефекти, включително повишено затлъстяване, риск от депресия, сърдечно-съдови заболявания, риск от високо кръвно налягане и висок холестерол. Хроничната самота също е свързана с повишен риск от смърт и самоубийствени мисли.